# Ławeczka Jana z Głogowa w Głogowie
Ławeczka Jana z Głogowa w Głogowie to skromny monument poświęcony średniowiecznemu uczonemu, nauczycielowi Mikołaja Kopernika. Ma formę modnej w ostatnich dekadach ławeczki pomnikowej. Odsłonięto ją w 2007 roku przy głogowskiej alei Wolności (w pobliżu staromiejskiego końca tej XIX-wiecznej arterii), na skraju placu noszącego imię uczonego z Akademii Krakowskiej. Dzieło zostało wykonane w technice żywic polimerowych. Materiał okazał się wyjątkowo nietrwały, obok licznych spękań (stan na 2014 rok), nosi ślady licznych dewastacji przez wandali.
Postać Jana siedzi na lewym końcu ławki. Na prawym udzie uczonego leży karta z napisem: W 500 ROCZNICĘ ŚMIERCI / JANA Z GŁOGOWA / ASTRONOMA / MATEMATYKA / FILOZOFA / NAUCZYCIELA / MIKOŁAJA KOPERNIKA / MIESZKAŃCY / GŁOGOWA / A.D. 2007. 